# Paulus Hinz
Paulus Hinz (auch Paul Hinz; * 5. Februar 1899 in Bad Polzin, Hinterpommern; † 28. Januar 1988 in Halberstadt) war ein deutscher evangelischer Pfarrer und Kunsthistoriker. Er war Domprediger in Kolberg in Pommern und Superintendent in Halberstadt. Paulus Hinz war Mitglied der Bekennenden Kirche und veröffentlichte mehrere Bildbände zu christlichen Kunstwerken.

## Leben

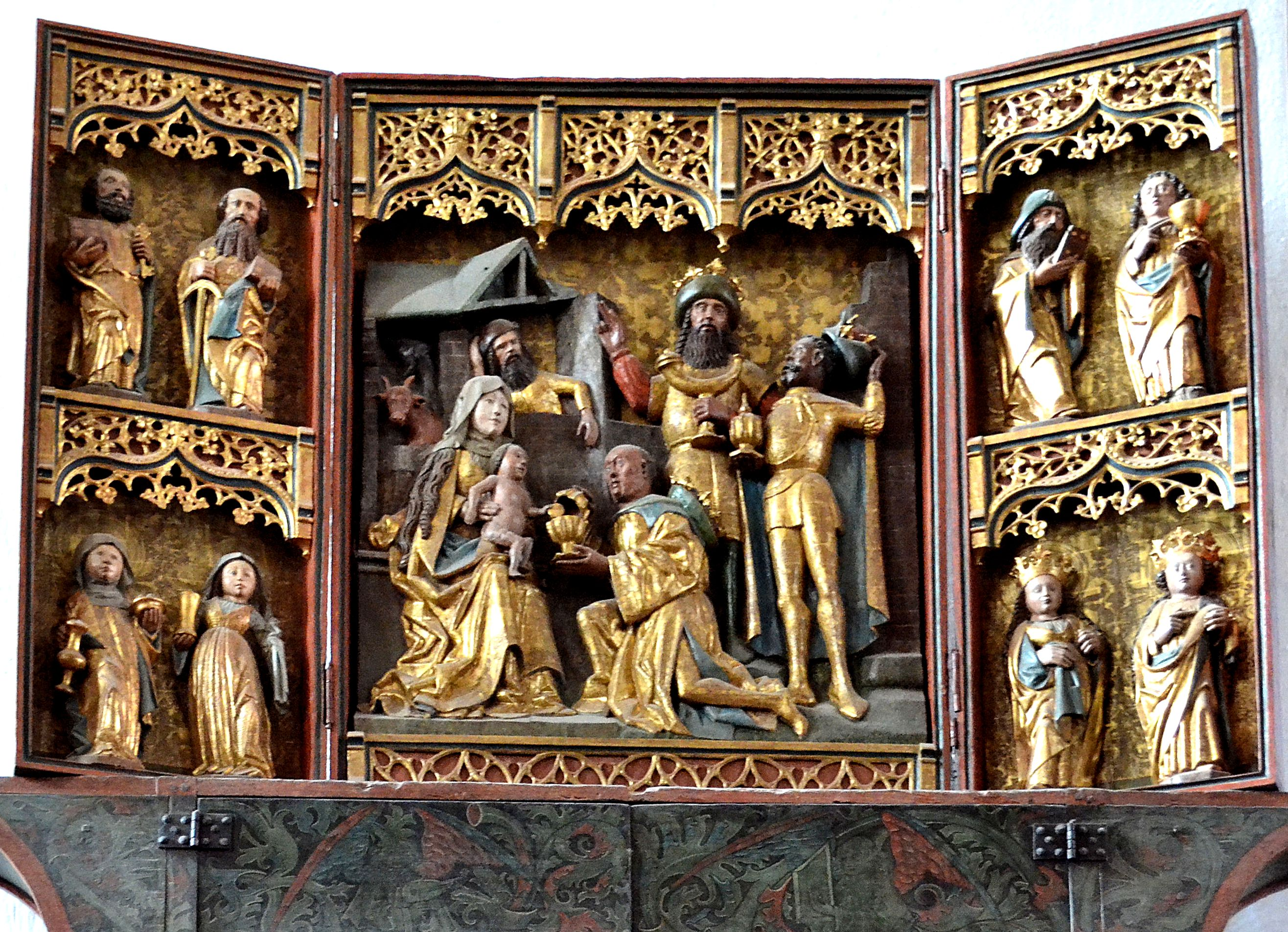
Altar im Kolberger Dom, 1945 durch Paul Hinz gerettet

Paulus Hinz besuchte das Gymnasium in Neustettin und wurde nach dem Schulabschluss 1917 Soldat im Ersten Weltkrieg. Ab 1919 studierte er in Greifswald Kunstgeschichte und Evangelische Theologie. Nach dem Abschluss 1923 besuchte Hinz das Predigerseminar in Wittenberg. 1924 bekam er seine erste Pfarrstelle in Lauenburg in Pommern. Spätestens seit 1927 war er Pfarrer in Zezenow.
1930 wurde Hinz Domprediger in Kolberg. 1934 nahm er an der konstituierenden Bekenntnissynode der Bekennenden Kirche in Barmen teil und wurde Mitglied des Bruderrats in Pommern . In diesem Jahr wurde er (zeitweise?) mit Predigtverbot belegt und 1935 und 1937 für kurze Zeit verhaftet. Pfarrer Hinz unterstützte im Untergrund lebende Pfarrer der Bekennenden Kirche und hielt Fürbittandachten für verhaftete Gemeindemitglieder. Anfang 1945 organisierte er die Auslagerung und das Verstecken von wertvollen Kunstwerken des Kolberger Doms. Dieser wurde im Frühjahr darauf fast vollständig zerstört.
Pfarrer Hinz wurde in einem Lager der sowjetischen Besatzungsarmee interniert, kam aber nach Zeugenaussagen über seinen Widerstand gegen das NS-Regime wieder frei. Er ging nach Berlin-Frohnau, wo er kurzzeitig Pfarrer war.
Seit Herbst 1946 war Paulus Hinz Domprediger in Halberstadt und wurde später dort Superintendent.
Paulus Hinz genoss eine hohe Wertschätzung in den Gemeinden in Pommern und Halberstadt.
Familiäres
Paulus Hinz und seine Frau hatten fünf Jungen und vier Mädchen. Einer ihrer Söhne kam Anfang 1945 bei der zweiwöchigen Belagerung Kolbergs von der Sowjetarmee ums Leben, als er von einem Granatsplitter getroffen wurde. Ihr künstlerisch talentierter Sohn Erdmann-Michael Hinz starb 1950 als 17-Jähriger, er wurde von einem LKW überfahren. Die anderen Söhne sind Johann-Peter Hinz, Jörg-Tilmann Hinz und Christoph Hinz.

## Publizistisches und künstlerisches Schaffen
Paulus Hinz veröffentlichte Bildbände zu Kunstwerken in Kolberg, Naumburg und Halberstadt sowie weitere Publikationen. Er schnitzte und malte auch. Ein großes Kruzifix von ihm steht heute in der Heilig-Kreuz-Kirche in Kolobrzeg (Kolberg). Die durch ihn geretteten Kunstschätze des Kolberger Doms sind dort wieder aufbewahrt.

## Schriften (Auswahl)
- Der Kolberger Dom und seine Bildwerke, Stettin 1936 (mit 117 Abbildungen, letzte Darstellung des Doms vor der Zerstörung).
- ... und lobten Gott, 1938 (illegale Druckschrift mit Auszügen von Briefen inhaftierter Gemeindemitglieder und Pfarrer der Bekennenden Kirche, wurde im Ausland übersetzt).
- Der Naumburger Meister, Berlin (Ost), 1951
- Bettler und Lobsänger – Plastiken des frühvollendeten Erdmann-Michael Hinz. Mit Geleitwort und Einführung von seinem Vater und mit 45 Aufnahmen von Walter Mahlke. 1. Auflage: Evangelische Verlagsanstalt, Berlin 1951. 14. Auflage: Evangelische Verlagsanstalt, Berlin 1967.